# Wilhelm von Woyna
Wilhelm Friedrich von Woyna (ur. 7 maja 1819 w Trewirze, zm. 29 grudnia 1896 w Bonn) – generał piechoty Armii Cesarstwa Niemieckiego, uczestnik wojny prusko-francuskiej, gubernator wojskowy Moguncji w latach 1880-1886.

## Życiorys
W 1839 roku, w stopniu podporucznika (niem. Leutnant), rozpoczął służbę w 17. Pułku Piechoty. W 1846 roku został przeniesiony do Batalionu Strzelców Gwardii (niem. Garde-Schützen-Bataillon), w którego szeregach walczył w I wojnie o Szlezwik. W trakcie wojny prusko-austriackiej 1866 roku, w stopniu pułkownika (niem. Oberst), dowodził 39. Pułkiem Fizylierów. Po wybuchu wojny z Francją został dowódcą 28. Brygady Piechoty w stopniu generała majora (niem. Generalmajor). Wchodząc w skład I Armii dowodzonej przez gen. von Steinmetza jego brygada walczyła w bitwie pod Gravelotte oraz uczestniczyła w oblężeniu Metzu. Na początku 1871 roku tymczasowo zastąpił gen. Georga von Kameke na stanowsiku dowódcy 14. Dywizji Piechoty. Jako składowa VII Korpusu Armijnego, dywizja von Woyny odegrała kluczową rolę w odparciu oddziałów gen. Charlesa-Denisa Bourbakiego w stronę granicy szwajcarskiej. Po zakończeniu konfliktu został dowódcą 41. Brygady Piechoty. W 1873 roku objął stanowisko dowódcy 30. Dywizji Piechoty i awansował na stopień generała porucznika (niem. Generalleutnant). W 1880 roku cesarz Wilhelm I mianował go gubernatorem wojskowym Moguncji, a w 1883 roku został awansowany na stopień generała piechoty (niem. General der Infanterie). Trzy lata później przeszedł w stan spoczynku. 

## Odznaczenia
Odznaczenia gen. von Woyny to między innymi:
- Order Orła Czerwonego I klasy z mieczami
- Order Pour le Mérite
- Order Orła Czerwonego IV klasy z mieczami
- Order Królewski Korony II klasy z mieczami
- Gwiazda Komtura Orderu Hohenzollernów
- Krzyż Żelazny I klasy
- Krzyż Wielki Orderu Lwa Zeryngeńskiego (Badenia)
- Krzyż Wielki Orderu Zasługi Wojskowej (Bawaria)
- Krzyż Wielki Orderu Henryka Lwa (Brunszwik)
- Krzyż Wielki Orderu Zasługi Filipa Wspaniałomyślnego (Hesja)
- Srebrny Medal Zasługi za Służbę Podczas Powodzi 1882/1883 (Hesja)
- Krzyż Wielki Orderu Takowy (Serbia)